# Candidatura d'Unitat Popular - Un nou cicle per guanyar
La Candidatura d'Unitat Popular - Un nou cicle per guanyar (CUP-G) és una coalició electoral formada per la Candidatura d'Unitat Popular, Guanyem Catalunya i Capgirem que es presentà a les eleccions al Parlament de Catalunya de 2021.
El 3 de desembre de 2020 la CUP plantejà a Guanyem una coalició, i van fer arribar la mateixa proposta a Anticapitalistes i Comunistes de Catalunya però van declinar l'oferta. Les bases d'ambdós partits donaren el vist-i-plau per a poder-se presentar junts. L'acord especificava que Maria Dolors Sabater i Puig, exalcaldessa de Badalona, en seria la presidenciable i cap de llista per Barcelona. Els candidats per Tarragona, Girona i Lleida són Laia Estrada, Dani Cornellà i Pau Juvillà.
La candidatura comptà també amb la participació i el suport d'Arran, Constituents per la Ruptura, Crida Constituent, Endavant, La Forja, Lluita Internacionalista, Pirates de Catalunya, Poble Lliure i el Sindicat d'Estudiants dels Països Catalans.
El 9 de febrer de 2021, es feu públic el manifest de suport a la candidatura Construïm el nou cicle, signat per més de 50 personalitats nacionals i internacionals vinculades als moviments socials, el món de la cultura i la lluita internacionalista. El document proposa el «feminisme com a recepta necessària» i l'ecologisme «com a horitzó per poder imaginar el món de demà».